# الزبوجة
الزبوجة هي دائرة تقع على بعد 30.5كلم شمال ولاية الشلف وتعد من أقدم الدوائر بالولاية. وتحدها 7 بلديات وهي: بني حواء  و وادي قوسين من الشمال بريرة من الشمال الشرقي بنايرية من الغرب بني راشد و لبيض مجاجة من الجنوب و ولاية عين الدفلى من الشرق تتميز بطبعها الجبلي ويبلغ عدد سكانها 32000 نسمة وتعد من أقدم الدوائر بولاية الشلف وهناك العديد من الناس لايعرفونها بالرغم من وجود معالم عديدة بها من بين هذه المعالم جبل بيسة.

## دائرة الزبوجة
تعد من أقدم الدوائر في ولاية الشلف وتضم ثلاث بلديات: الزبوجة.  بنايرية و بوزغاية.

## التسمية
تعود تسمية منطقة حانوتو إلى حوالي سنة 1907 م ، بعد الاستقلال سميت ببلدية الزبوجة و رسمت تسميتها في المرسوم رقم 65-246 المؤرخ في 30 سبتمبر 1965 م .

## السكان والمناخ
تطور السكان من سنة 1987 إلى غاية 2008
تعداد سنة 1987 : 17583 نسمة
تعداد سنة 1998 : 23079 نسمة
تعداد سنة 2008: 26026 نسمة
تعداد سنة 2020: 35000 نسمة
نسبة الكثافة السكانية حوالي 187 ن/كلم2
تتميز بشساعة توزيع سكانها الجغرافي و تنوع أريافها حوالي 35 قرية منها بركموش ، الطواجين ، الزعايمية ، بني درجين ، القلتة الزرقاء ، تاركوست ، عزابة ......الخ ، كما أنها تتميز بمناخ معتدل و تنوع تضاريسها ، فنجد أن أعلى قمة جبلية بولاية الشلف توجد بجبل بيسة بالزبوجة و هي قمة " كاف العقاب " المطل على البحر الابيض المتوسط على ارتفاع 1156 م.

## نبذة تاريخية
أخذت مدينة  تيمزرتين  حديثا اسم ' مدينة الزبوجة  وتحديدا في 1965 بعد ثلاث سنوات من الاستقلال في مارس 1962 باقتراح ومداولة أعضاء ' المندوبية الخاصة Délégation Spéciale 'ووفق المرسوم رقم 65-246 بتاريخ 30 ديسمبر 1965 خلفا لاسم ' حانوطو ' الذي أخذنه في الفترة الاستعمارية وبالتحديد بموجب مرسوم 28 ديسمير 1915 نسبة الى الجنرال المؤلف للدرااسات ' لويس جوزاف أدولف شارل كونستانس حانوطو (1814-1897). وبعد هذا التاريخ تم تجزأتها الى ثلاث بلديات تحمل نفس التسمية الحالية للدواوير ( سنفيتة، الماين، أما دوار بني درجين فكان مدمجا مع بلدية حانوطو) وقد حدث تاسيس الزبوجة رسميا ونسبة الى جذورها التاريخية كمنطقة مستعمرة آهلة بالمعمرين الأوائل ( كونتري في عام 1907) وبالتحديد بعد السيول والفيضات الكبيرة الجارفة لوادي الشلف التي وقعت في ( 10 جانفي 1904 ) وألحقت أضرارا كبيرة بمستوى منشأ الاحتواء بمنطقة ' لا فارم أو الفيرم ' حاليا حي الحرية وبمناسبة تشييد جسر للمشاة على وادي الشلف بمنطقة ' بون تيبا ' أم الدروع حاليا لربط مناطق ' كنتري حانوطو وفلاترز ' أو الزبوجة وبنايرية ' بالمدينة ' اورليان فيل' ثم الأصنام ثم حاليا الشلف. وقبل هذا التاريخ كانت تسمى الزبوجة ' تيمزرتين أو تيمصرتين ' أو صحيحا ' تيمرصاط ' باللفظ البربري وباضافة حرفي الياء والنون وهو نبات بري طبي من فصيلة النباتات البرية من مثيلاتها 'النابطة وتيمريوت' بمذاق شديد المرارة ، له فوائد علاجية صحية ومفعول قوي للشفاء من آلام وأوجاع المعدة خاصة ( الاسهال) عند الرضع وينمو بكثرة بالمروج والأماكن الحجرية الغابية. وهذا المكان يوحد حاليا على مستوى منحدرجبل بوعمود (936متر) وتحديدا ببقعة الحيادير/ موقع الصفصاف والموقع الأثري الروماني المعروف ' بالقلعة ' وهو عبارة عن كنز أثري لمدينة رومانية مطمورة تستوجب العناية والحماية، ذلك ما تؤكده بعض الروايات والمعالم الأثرية الظاهرة للعيان والمتمثلة في النقوش والمنحوتات الحجرية ' سيركاي/ مولان دويل دوليف' أو النعش الحجري وطاحونة زيت الزيتون، وهذه المنحوتات لا زالت قائمة وشاهدة على الحذور التاريخية 'لتيمزرتين' عبر العصور، رغم تعرضها للتلف على يد الانسان والطبيعة. وكانت الزبوجة خاضعة في ذلك الوقت لحكم الخلفاء والأغوات والقياد من قبائل البربر ' بني هني أو بني حوة شمالا وبني حيجة جنوبا أي دوار سنفيتة والماين' وهي قبائل تابعة للسلطة الادارية لدار السلطان والحاكم بامارة أو دائرة ' تنس' في العهد التركي أو ما بعرف بالدولة العثمانية وأيضا الاحتلال الفرنسي للجزائر (1830/1962) أي فترة 132 سنة كاملة.

## المناطق الأثرية
مقبرة بيسة التي يتواجد بها حوالي أكثر من  2000 شهيد وهي في المرتبة الثانية على مستوى الوطني منطقة تمستراتين : يوجد بها مطحنة زيتون و بئر روماني. كما تتميز مناطق الزبوجة بمناظر طبيعية خلابة خاصة بجبل بيسة المطل على البحر الابيض المتوسط .
1. ↑  "Wilaya de Chlef : répartition de la population résidente des ménages ordinaires et collectifs, selon la commune de résidence et la dispersion" (PDF). مؤرشف من الأصل (PDF) في 2022-04-16.. Données du recensement général de la population et de l'habitat de 2008 sur le site de l'الديوان الوطني للإحصائيات (الجزائر).
2. ↑  GeoNames (بالإنجليزية), 2005, QID:Q830106